# Evan McEachran
Evan McEachran (* 6. März 1997 in Oakville, Ontario) ist ein kanadischer Freestyle-Skier. Er startet in der Freestyledisziplinen Slopestyle und Big Air.

## Werdegang
McEachran nimmt seit 2012 Wettbewerben der AFP World Tour und der FIS teil. Im März 2012 startete er in Mammoth erstmals im Freestyle-Skiing-Weltcup und belegte dabei den 50. Platz im Slopestyle. Im folgenden Jahr siegte er bei der Canadian Open Tour in Mount St. Louis Moonstone im Slopestyle und errang bei der USSA Revolution Tour in Sun Valley den zweiten Platz im Slopestyle. In der Saison 2013/14 gewann er bei The North Face Park and Pipe Open Series in Whistler, beim Snowcrown Ski and Snowboard Festival in Blue Mountain und beim AFP World Tour Finale in Whistler jeweils im Slopestyle. Zudem errang er bei den Aspen/Snowmass Freeskiing Open den zweiten Platz im Slopestyle. Bei den Winter-X-Games 2015 in Aspen kam er auf den 14. Platz im Slopestyle. In der Saison 2015/16 errang er im Weltcup mit vier Top-Zehn-Platzierungen den zehnten Platz im Slopestyle-Weltcup. Bei den Winter-X-Games 2016 in Aspen gelang ihn der 12. Platz im Slopestyle.
In der Saison 2016/17 wurde McEachran bei den Winter-X-Games 2017 in Aspen und bei den X-Games Norway 2017 in Hafjell jeweils Achter im Slopestyle. Bei den Weltmeisterschaften 2017 in der Sierra Nevada belegte er den 14. Platz im Slopestyle. Zu Beginn der Saison 2017/18 erreichte er mit Platz zwei im Slopestyle im Stubai seine erste Podestplatzierung im Weltcup. Es folgten zwei Top-Zehn-Platzierungen, darunter Platz drei im Slopestyle in Mammoth und zum Saisonende den neunten Rang im Slopestyle-Weltcup. Bei den Winter-X-Games 2018 wurde er Zehnter im Slopestyle und bei den Olympischen Winterspielen 2018 in Pyeongchang Sechster im Slopestyle. Zu Beginn der Saison 2018/19 errang er im Big Air in Cardrona den zweiten Platz.